# Tetragnatha levii
Tetragnatha levii là một loài nhện trong họ Tetragnathidae.
Loài này thuộc chi Tetragnatha. Tetragnatha levii được miêu tả năm 1992 bởi Okuma.